# 格朗日纳尔博
格朗日纳尔博（法語：Granges-Narboz，法語發音：[ɡʁɑ̃ʒ naʁbo]）是法国杜省的一个市镇，属于蓬塔利耶区。

## 地理
格朗日纳尔博（46°52'45"N, 6°18'38"E）面积16.22 平方千米，位于法国勃艮第-弗朗什-孔泰大區杜省，该省份为法国东部内陆省份，北起上索恩省，西接汝拉省，东部及东南部与瑞士接壤，东北部与贝尔福地区省接壤。
与格朗日纳尔博接壤的市镇（或旧市镇、城区）包括：乌托、瓦和帕莱、拉普拉内、蓬塔利耶、圣科隆布、沙富瓦。

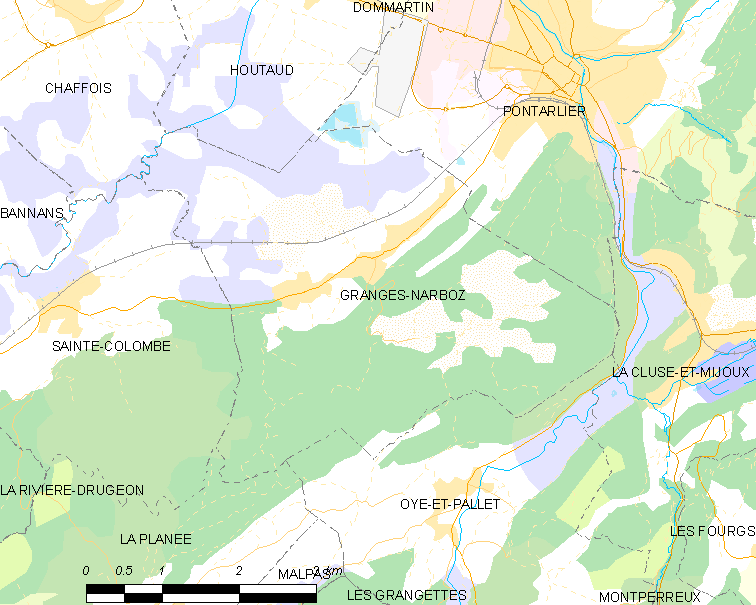
格朗日纳尔博的OSM定位图

格朗日纳尔博的时区为UTC+01:00、UTC+02:00（夏令时）。

## 行政
格朗日纳尔博的邮政编码为25300，INSEE市镇编码为25293。

## 政治
格朗日纳尔博所属的省级选区为蓬塔利耶县。

## 人口

1962-2008年间格朗日纳尔博人口变化图示

格朗日纳尔博于2022年1月1日时的人口数量为1355人。